# Марьянович, Славолюб
Сла́волюб Марья́нович (серб. Славољуб Марјановић; 6 января 1955, Лалинац) — сербский шахматист, гроссмейстер (1978).
Играет в шахматы с 5 лет; 3-кратный чемпион Югославии среди юношей (1971—1973). Участник чемпионатов мира среди юношей: Тиссайд (1973) — 3—5-е места (за А. Белявским и А. Майлсом); Манила (1974) — 2—4-е места (за А. Майлсом). 
Лучшие результаты в чемпионатах страны: 1980 — 3—4-е; 1984 — 4-е; 1985 — 1—2-е (выиграл матч за звание чемпиона у М. Цебало — 2½: : 1½); 1986 — 2—3-е места. В составе сборной команды Югославии участник Олимпиад 1980 и 1984. Участник соревнований на первенство мира: зональные турниры ФИДЕ в Кавале (1985) — 3—4-е места и в Пукарево (1987) — 3-е место; межзональный турнир (Суботица, 1987) — 7-е место. 
Лучшие результаты в международных соревнованиях: Вршац (1977) — 2-е; Врнячка-Баня (1977) — 4—5-е; Кировакан (1978) — 3-е (за Р. Ваганяном и В. Купрейчиком, выполнил норму международного гроссмейстера); Сомбор (1978) — 2—3-е; Белград (1979) — 1-е; Блед — Порторож (1979) — 5-е; Бор (1980 и 1984) — 3—5-е (за Т. Петросяном и В. Смысловым) и 1-е; Ниш (1983) — 4—6-е; Врнячка-Баня (1983) — 1—4-е; Сараево (1985) — 5—6-е; Зеница (1986 и 1987) — 2—3-е и 2-е; Марсель (1986) — 2—5-е; Клиши (1986/1987) — 2—3-е; Колхапур (1987) — 3-е места. 

## Изменения рейтинга
| Графики недоступны из-за технических проблем. См. информацию на Фабрикаторе и на mediawiki.org. |